# 무의대교
무의대교(舞衣大橋)는 인천광역시 중구 무의도(무의동)와 잠진도(덕교동)를 연결하는 다리이다. 무의도가 영종용유도를 거쳐 인천시 육지와 연결되므로 무의연륙교라고도 한다.
용유-무의 연결도로는 길이 1.1km의 무의대교와 다리 양쪽의 접속도로 950m를 합쳐 총 2.05km이다. 잠진도삼거리부터 큰무리선착장까지 1.6km 공사는 2014년 9월에 612억원의 사업비로 착공되어 2019년 4월 30일에 임시개통되었고, 이후 영종용유도와 잠진도를 잇는 진입로 450m가 확장·개선되어 1년 뒤에 정식개통하였다.

## 연혁
- 1999년 5월: 용유, 무의 관광지 조성계획 수립
- 2000년 2월: 용유, 무의 관광지 변경 지정 및 조성계획 승인
- 2001년 3월: 타당성조사 및 기본설계용역 준공
- 2003년 8월: 인천경제자유구역 지정 고시
- 2006년 9월: 용유, 무의 관광지 1단계 실시계획 승인
- 2007년 2월 ~ 2009년 8월: 예비타당성조사 요구 대상사업 제출
- 2009년 12월: 용유, 무의 복합도시 개발계획 1차 변경안 승인 고시
- 2010년 3월: 2010년 상반기 에비타당성조사 대상사업 선정
- 2011년 1월: 우선 건설 계획 수립
- 2011년 11월: 실시설계용역 착공
- 2012년 9월: 도시관리계획 결정
- 2012년 12월: 용유, 무의 복합도시 개발계획 2차 변경안 승인
- 2013년 2월: 예비타당성 재조사
- 2019년 4월 30일: 임시 개통[2][a]
- 2020년 5월: 정식 개통

## 영향
- 무의도의 방문 편의성이 증가하였다.
- 이 교량의 개통으로 인해 잠진도 ~ 무의도(대무의항)를 운행하던 선박은 더 이상 운행하지 않는다.

## 논란
- 주차장 조성 사업이 이뤄지지 않은 상태로 개통되어 무의도에 심각한 교통체증 및 주차 문제를 초래하고 있다.[3]

## 갤러리

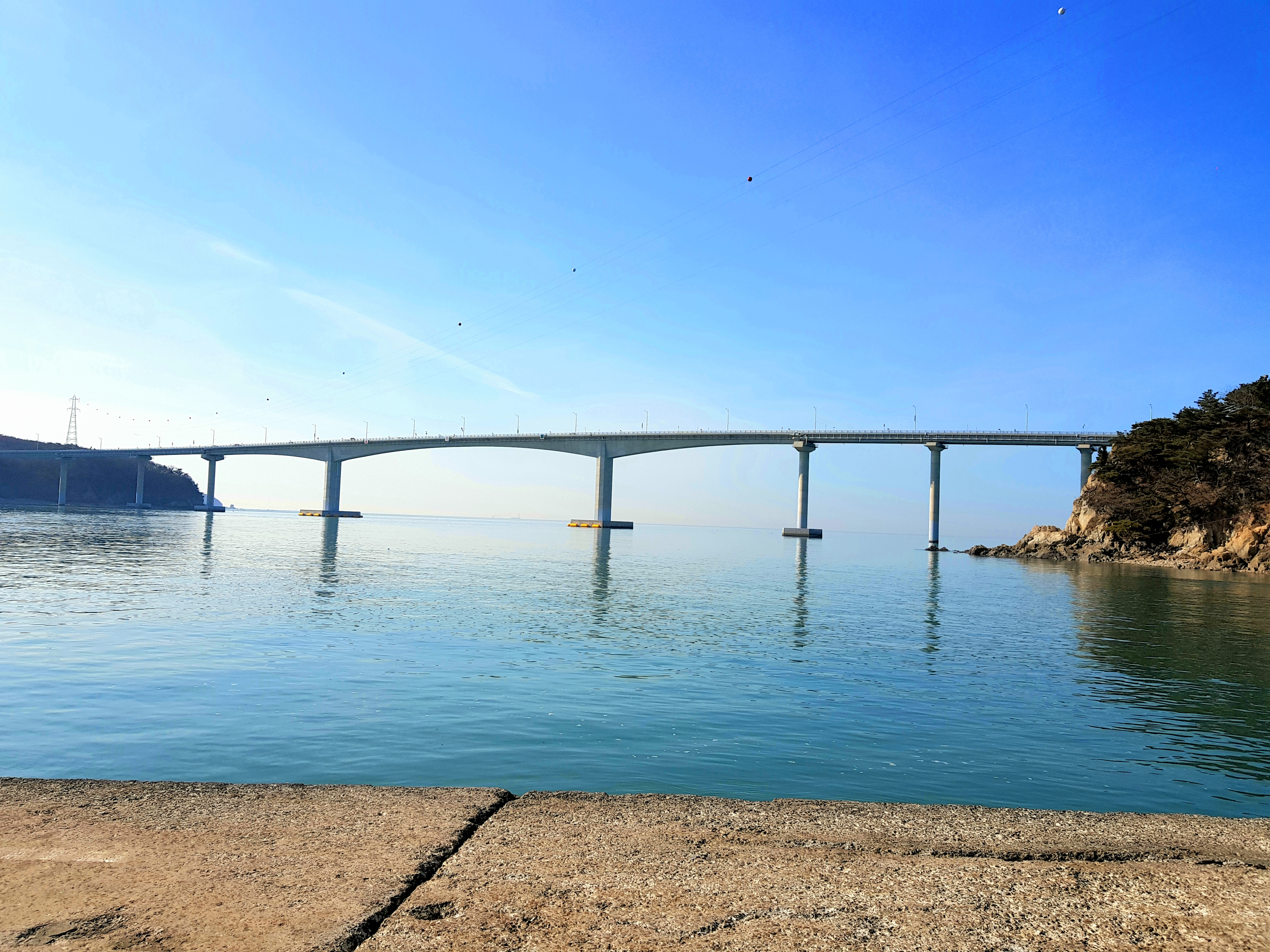
무의대교 전경 1
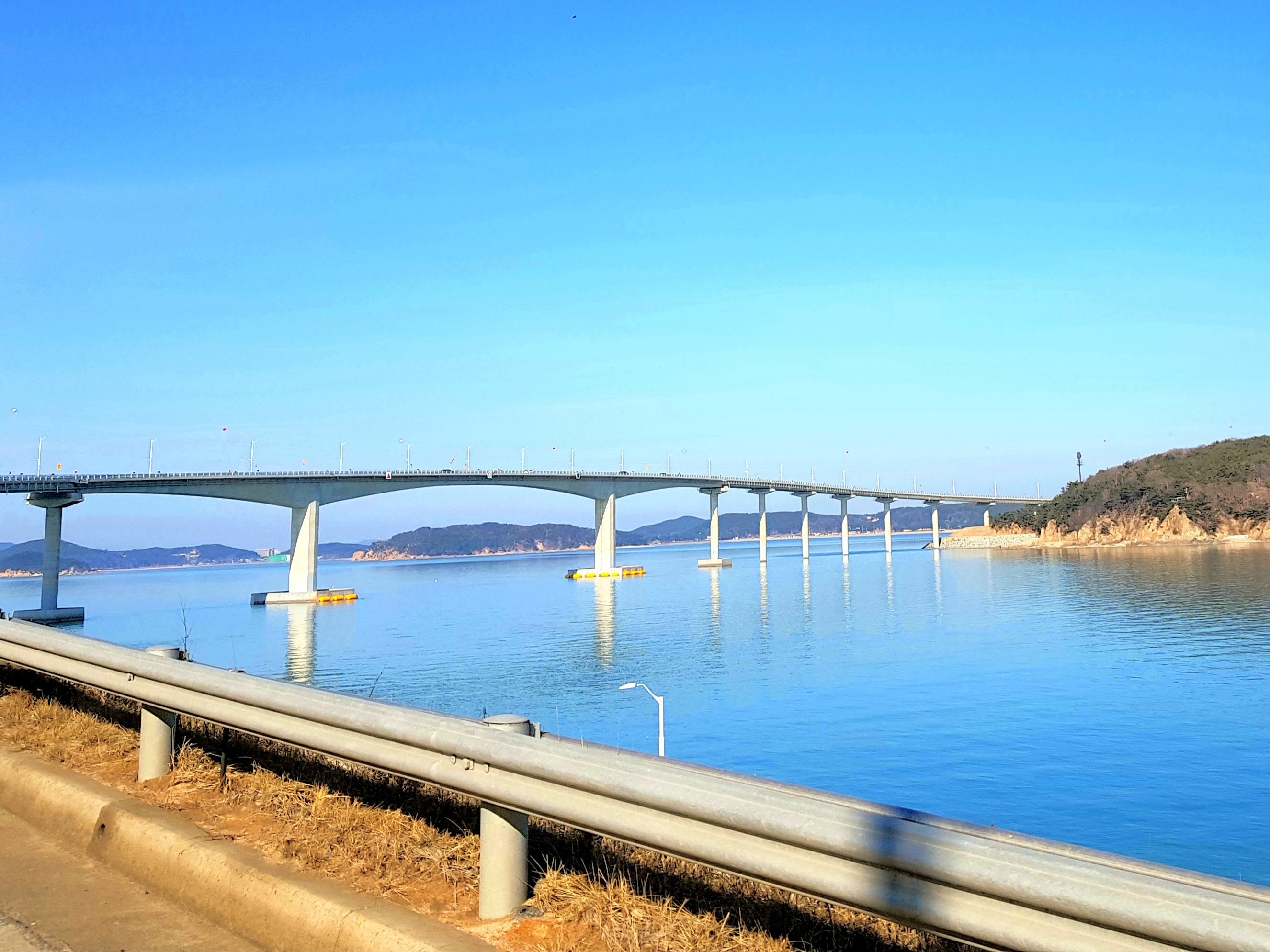
무의대교 전경 2
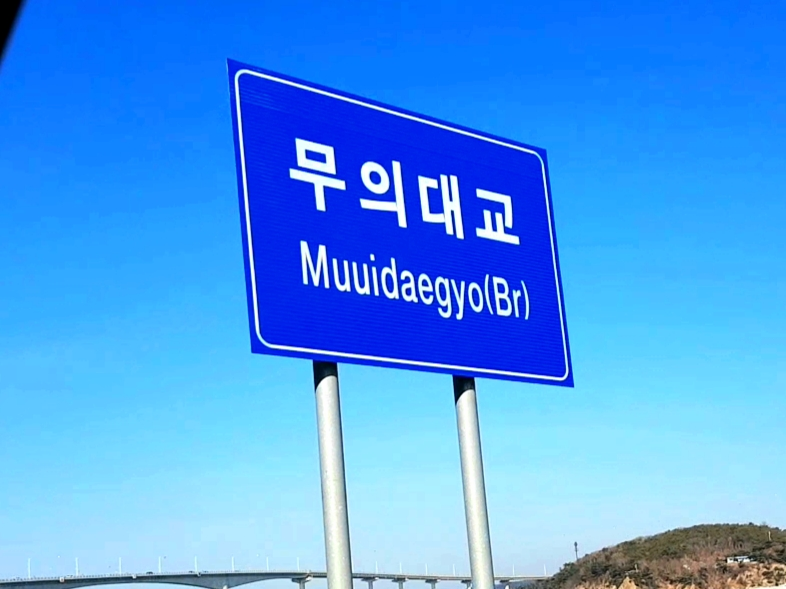
무의대교 표지판
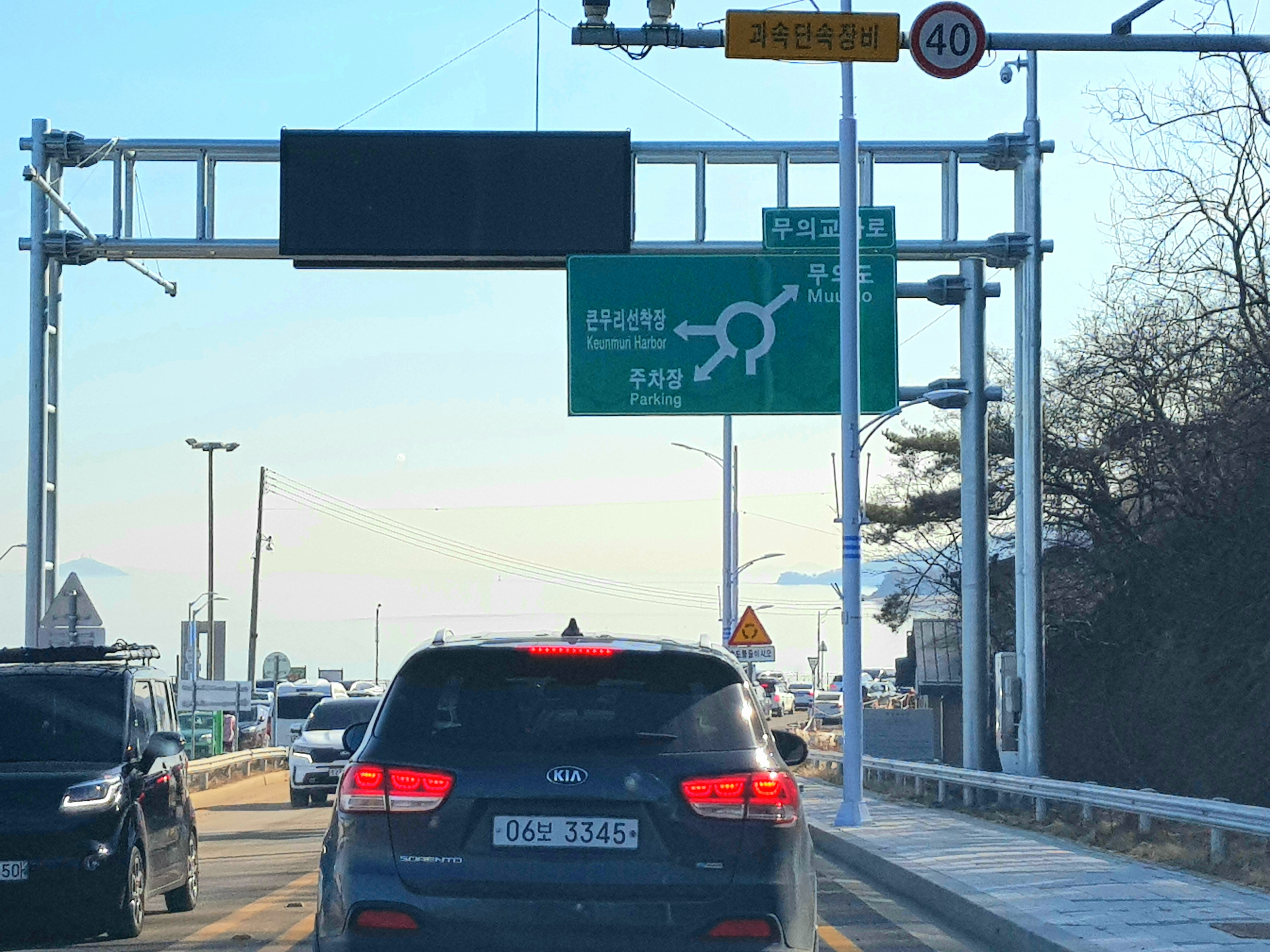
무의대교의 종점인 무의교차로

## 같이 보기
- 무의도
- 잠진도